# Itamar Batista da Silva
Itamar Batista da Silva, meglio noto solo come Itamar (Santa Maria de Itabira, 12 aprile 1980), è un ex calciatore brasiliano, di ruolo attaccante.

## Carriera
Dopo aver giocato in patria, si è trasferito per cinque anni in Corea del Sud giocando con quattro squadre differenti. Prosegue la carriera in Messico.

## Palmarès

### Club

#### Competizioni internazionali
- SuperLiga nordamericana: 1

Tigres UANL: 2009